# ایتاماراتی
ایتاماراتی (به پرتغالی: Itamarati) یک منطقهٔ مسکونی در برزیل است که در آمازوناس (برزیل) واقع شده‌است. ایتاماراتی ۷٬۸۱۴ نفر جمعیت دارد.